# Albert Aboikoni
Albert Aboikoni (Dangogo, 8 januari 1962) is een Surinaamse marronleider. In 2018 volgde hij Belfon Aboikoni op als granman van de Saramaccaners (Saamaka). Zijn opvolging is omgeven door controverses.

## Biografie
Aboikoni was hoofdkapitein en de jongere broer van Belfon Aboikoni, de granman van de Saramaccaners van 2005 tot 2014. Doordat zijn broer een slechte gezondheid had en ook meermaals opgenomen moest worden in het ziekenhuis, viel hij geregeld voor hem in. Na diens dood in 2014 werd hij waarnemend granman. Tijdens de verkiezingen van 2005 was hij verkiesbaar voor DNP van Jules Wijdenbosch en miste hij de zetel in De Nationale Assemblée op een haar.
In 2005 was de benoeming van Belfon Aboikoni tot stand gebracht door de regering, wat tegen de traditie is van de Saramaccaanse gemeenschap en tot controverses leidde. Om te voorkomen dat ook deze opvolging zou leiden tot onenigheid, brachten lo-oudsten in juli 2014 een persbericht naar buiten waarin ze hiervoor waarschuwden. Aan het eind van 2014 liepen de gemoederen inmiddels zo hoog op, dat er een dreiging zou zijn van ontvoering of moord, indien Albert Aboikoni zijn broer zou opvolgen. Stanley Betterson, de minister van Regionale Ontwikkeling, besloot om zich op dat moment niet te mengen in de opvolgingskwestie. Tijdens een krutu (vergadering van dorpshoofden) in februari 2015 werd Frans Banai onder aanvoering van de Matjaw-lo naar voren geschoven als opvolger en in augustus 2016 werd Naze Amina uitgeroepen tot de nieuwe granman. Door zijn eigen achterban werd Albert Aboikoni in oktober 2016 uitgeroepen tot granman. Rond augustus 2018 hakte de Surinaamse regering de knoop door en werd zijn beëdiging op 12 augustus als granman door president Desi Bouterse voltrokken. Hierna vroeg Aboikoni om vergiffenis en deed hij een oproep naar groepen die het niet met zijn benoeming eens waren, om met hem samen te werken. In augustus 2023 liet Frans Banai zich alsnog benoemen tot granma van de Samaraccaners, wat hem een onofficiële tweede granman maakt.
De tegenstanders van zijn benoeming lieten het ook hierna niet zitten en deden een beroep op de Inter-Amerikaanse Commissie voor de Rechten van de Mens (IACHR) van de OAS om zich uit te spreken tegen de inmenging van de overheid in de benoeming van de granman. Op 25 september 2018 maakte de IACHR haar bezorgdheid kenbaar in een brief aan minister Yldiz Pollack-Beighle van Buitenlandse Zaken. Daarbij herinnerde de commissie de Surinaamse regering er ook aan dat ze het Samaaka-vonnis uit 2007 nog steeds niet volledig had uitgevoerd.
Tijdens de Liba Krutu van de Aukaanse granman Bono Velantie werd opnieuw Naze Amina naar voren geschoven als opvolger. Deze benoeming werd door de regering als argument gebruikt om de aanwezigheid bij de krutu af te zeggen. President Bouterse reageerde daarbovenop dat hij geen boodschap had aan lawaaischoppers. Tijdens de krutu in Drietabbetje werden 19 formele eisen gesteld, ook wel het Diitabiki Akkoord genoemd.
Eveneens in oktober 2018, benoemde Albert Aboikoni Yvonne Pinas tot kapitein van het dorp Klaaskreek. Ze was hiermee de eerste vrouw die hier de functie van kapitein uitoefende. De benoeming werd door oud-minister Betterson veroordeeld omdat Pinas hiermee tegelijkertijd de functie van kapitein en districtscommissaris had in dit gebied.
Hierna waren het beslissingen van Aboikoni die tot controverses leidden, zoals de vergeefse ontheffing van Stephanus Poeketie uit zijn functie als kapitein van het dorp Daume, een uitgesproken tegenstander van hem, en de benoeming van Salomon Emanuels tot kapitein van Santigron. Sinds zijn aantreden gebeurden "vreemde dingen" die Saramacaners toeschreven aan de reactie van geestelijke wereld op zijn benoeming.
Trio/Wayana (lijst) · 
Aluku (lijst) · 
Aukaners (lijst) · 
Kwinti (lijst) · 
Matawai (lijst) · 
Paramaccaners (lijst) · 
Saramaccaners (lijst)
politiek in Suriname · granman · kapitein · basja